# Christine Wachtel
Christine Wachtel (República Democrática Alemana, 6 de enero de 1965) es una atleta alemana, especializada en la prueba de 800 m en la que llegó a ser subcampeona mundial en 1987 y subcampeona olímpica en 1988.

## Carrera deportiva
En el Mundial de Roma 1987 ganó la medalla de plata en los 800 metros, llegando a la meta tras su compatriota Sigrun Wodars que consiguió récord nacional de Alemania, y por delante de la soviética Lyubov Gurina.
Al año siguiente, en las Olimpiadas de Seúl 1988 volvió a ganar la plata en 800 metros, tras la alemana Sigrun Wodars y por delante de la estadounidense Kim Gallagher.